# Stokksund (Åfjord)

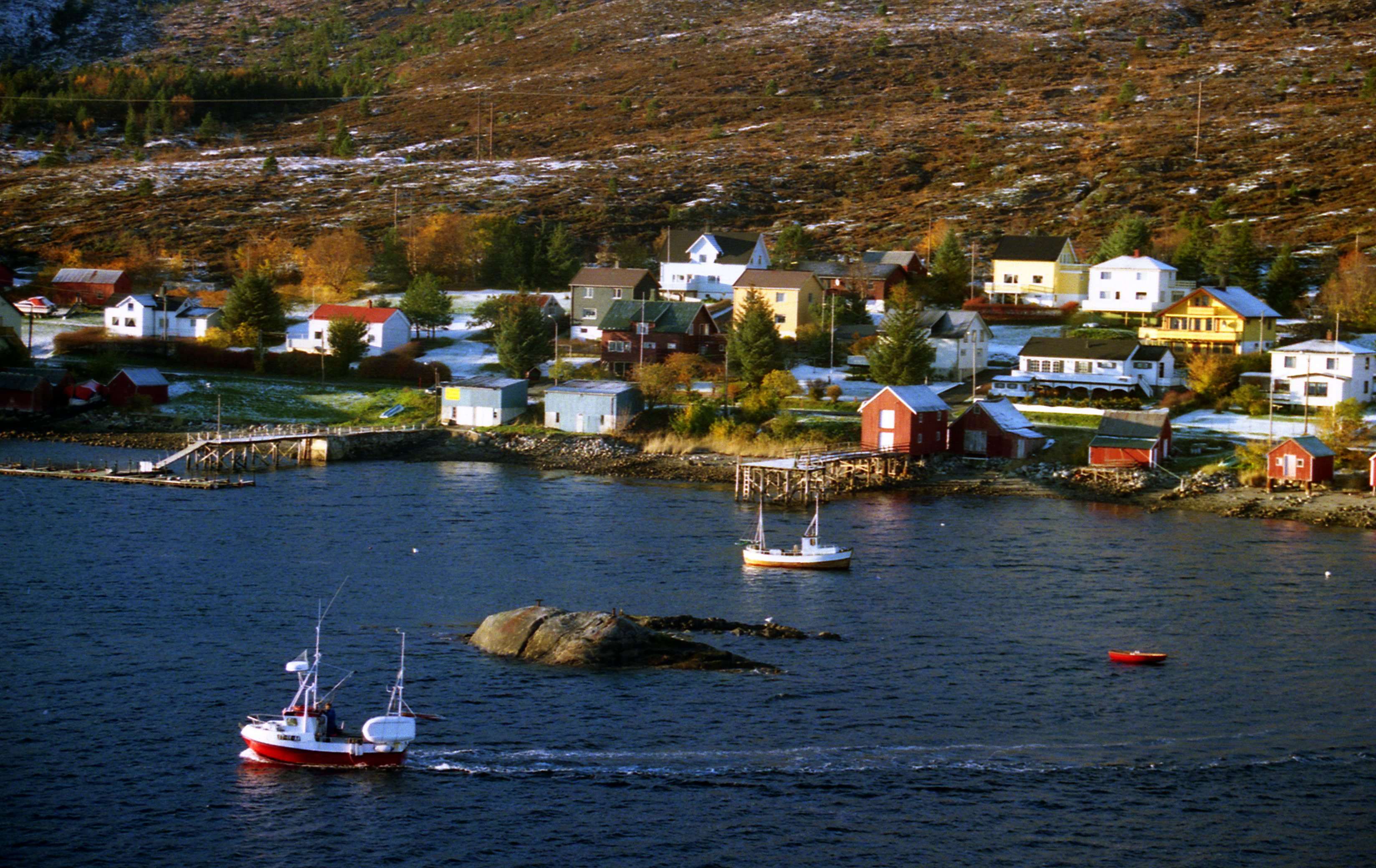
Harsvika im Stokksund

Der Stokksund (norwegisch: Stokksundet) ist eine Meerenge in der norwegischen Kommune Åfjord in der Provinz (Fylke) Trøndelag. Sie liegt zwischen der Insel Stokkøya und dem Festland, wobei sich mehrere kleinere Inseln in der Meerenge befinden. Über den Sund führt die 525 Meter lange Brücke Stokkøybrua. Der enge Sund wird von Schiffen der Hurtigruten befahren, die dabei auch die Brücke unterqueren. Auf Seite des Festlands liegt die Ortschaft Stoksund, auf der Stokkøya die Ortschaft Stokkneset.